# キャラウェイ旋風

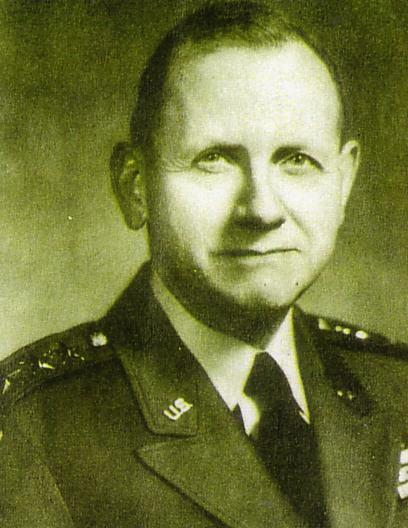
キャラウェイ高等弁務官

キャラウェイ旋風（キャラウェイせんぷう）は、琉球列島高等弁務官、ポール・W・キャラウェイ（在任：1961年2月16日 - 1964年7月31日）がとった一連の強権発動政策のことである。彼の施策は、大きく政治面と経済面に分けることができる。

## 政治面
キャラウェイは「沖縄の自治は神話にすぎない」と公言し、米国民政府の法令である布令を度々発動して、琉球政府の権限を制約してきた。そのため、親米路線をとっていた与党・沖縄自由民主党の党内抗争が激化。西銘順治那覇市長ら党内反主流派は脱党し、民政クラブ→沖縄自由党を結成して沖縄自民党は分裂するに至った。これらの混乱の責任を取る形で大田政作は沖縄自民党総裁と琉球政府行政主席を辞任、紆余曲折を経て松岡政保が後任の党総裁と行政主席に就任する。
また、沖縄における日本政府の影響力を排除するために積極的にアメリカ資本の導入を図ったり、復帰運動への規制を強めていった。その一方で、大東諸島の土地所有権問題について島民の土地所有権を認める裁定を下すなど、キャラウェイ旋風の意外な側面があったのも、また事実である。

## 経済面
キャラウェイ旋風が最も激しく吹き荒れたのは金融業界であった。キャラウェイは金融業界の刷新を図るために強権を発動した。
まず普通銀行や相互銀行の検査を行い不正を摘発し、各銀行首脳を退陣に追い込んだ。続いて琉球銀行の株主総会に、キャラウェイ本人が筆頭株主（米国民政府が51％の株を所有）として出席し、その席上で経営陣の責任を追及し、経営陣の総辞職を行わせた。
また、農林漁業中央金庫や琉球農業協同組合連合会などの協同組織金融機関や保険会社にも検査が行われ、容赦ない摘発が行われた。

## 結果
キャラウェイの政策は、いくつかの不正摘発を行うという成果は上げたものの、住民の自治権を軽視する独裁的な政策は、沖縄住民の反発を増大させた。
日本復帰を望んでいた沖縄住民はもとより、親米派の沖縄住民もキャラウェイに、ひいてはアメリカに反発する者が相次いだ。親米派は政治的な抗争が激化し、親米派から日本復帰派に路線変更するものも多く現れるなど、徐々に弱体化していった。一方、日本復帰派は逆に影響力を増大させ、沖縄の日本復帰運動も日増しに強まっていき、キャラウェイの目算とは全く逆の結果を招いた。
キャラウェイが高等弁務官の職を退いてからもこの流れは収まらず、沖縄は1972年に沖縄返還によって日本に復帰した。